# ワッパープッタランシー (レウメアー)
ワッパープッタランシーは、オーストラリアのレウメアーにあるタイの寺院。

## 特徴
- 1980年代初頭にインド・中国からの難民が到着したことで、仏教共同体はラオス、カンボジア、ベトナムなどの社会情勢から数が増加。仏教共同体のニーズを満たすために、西部郊外でより大きな修道院が必要であることが明らかに。
- 1985年、マハマクットはレウメアのジャンクションロードに5エーカーの土地を購入。タイとオーストラリアからのさらなる寄付により、新しい修道院が建設。
- 正式オープンは1988年5月29日。この壮大な建設は、礼拝の場所と精神的な避難所を仏教のコミュニティに提供。
- ザモナス修道院、図書館もある緑に囲まれた寺院。

## アクセス
ワット パ ブッダランゼー仏教森林修道院
住所: 39 ジャンクションロード, Leumeah NSW2560 
オーストラリア電話: +61 2　4625 7930
ファックス: +61 2 4628 0541
電子メール: watpa.buddharangsee@gmail.com